# Jan Barbarič
Jan Barbarič, slovenski košarkar, * 30. september 1995, Koper.
Jan Barbarič je 188 cm visok košarkar, ki igra na poziciji organizatorja igre in branilca, ki je bil nazadnje član KK Union Olimpija v prvi slovenski ligi in Ligi ABA.

## Klubska kariera
Košarko je začel igrati v mlajših selekcijah KK Portorož, kjer je dobil v sezoni 2011-12 in 2012-13 tudi prve članske minute. Prvo celotno člansko sezono igra za UKK Koper (posojen iz Portoroža), kjer v 24 tekmah igra povprečno 34 minut in dosega 14.3 točke na tekmo. Poleti 2014 se vrne v Portorož, v septembru 2014 prvič tudi zaigra v 1. SKL. Po odhodu Ožbolta in Jureta Močnika, prevzame vlogo prvega igralca moštva saj v 30 minutah dosega  18.2 točke, 6.4 skoka in 2.9 podaje na tekmo, s čimer je prvi strelec in po valoriziciji vodilni v 1.SKL. Na dveh tekmah doseže 28 točk, igra na slovenskem All-Stars, trikrat imenovan za MVP kroga (6., 7. in 12. krog). Dne 25.8.2016 je podpisal 2-letno pogodbo z Union Olimpijo. 
V sezoni 2016-17 je igral kot drugi organizator igre za Brandnom Jeffersonom. Igral je 7 tekmah evropskega Eurocupa (3,0 točke, 1,6 skoka, 1,7 podaj), 26 tekmah ABA Lige (3,8 točke, 1,9 skoka, 1,2 podaje). Večjo minutažo (21 min) je dobil je 1. delu slovenske lige. Najboljši predstavi je prikazal proti Portorožu, ko je dosegel trojni dvojček in proti LTH Castingu, ko je imel najvišji statistični indeks 33 in postal MVP (najboljši) igralec 20. kroga lige. Na koncu sezone je ekipa slavila pokal in prvenstvo. 
Sezono 2017-18 in 2018-19 je bil v kadru Olimpije, a zaradi poškodbe kolena  igral malo. Tako je v 2017-18 igral na 4 tekmah v državnem prvenstvu, dve v ligi ABA in tri v fibini ligi prvakov, medtem ko v naslednji ni odigral niti ene tekme.

## Reprezentanca
Pod selektorjem Novakovićem je leta 2015 nastopil za slovensko mladinsko reprezentanco na Evropskem prvenstvu do 20 let.
Junija 2017 je bil na spisku kandidatov 29 igralcev za Eurobasket 2017.

## Dosežki in nagrade
- Obetavni mladi športnik 2015, Občina Piran
- Slovenski All-Stars (2015)